# Recensement de la Grèce de 1879
Le recensement de la population de 1879 (en grec moderne : Ελληνική απογραφή του 1879), est le dix-septième recensement officiel du royaume de Grèce, réalisé en avril 1879. 
La population totale du pays s’élève à 1 679 470 habitants. La population a augmenté de 1.69 % par rapport au recensement précédent de 1870, soit de 22 156 personnes. La densité de la population de l'ensemble du royaume est de 32,94, celle des anciennes provinces de 29,66 et celle des îles ioniennes de 90,70 habitants par kilomètre carré. .
Le recensement permet de recueillir des données sur le sexe, l'âge, la relation de l'agent recenseur avec le chef de famille, le statut marital et social, la profession, la religion, la langue parlée, l'alphabétisation, l'origine, le lieu de naissance et la nationalité. Le recensement a également inclus les Grecs vivant à l'étranger.

## Population par zone géographique
| Ordre | Région                 | Population |
| ----- | ---------------------- | ---------- |
| 1     | Péloponnèse            | 709 245    |
| 2     | Grèce-Centrale         | 441 033    |
| 3     | Sept-Îles              | 244 433    |
| 4     | Cyclades               | 132 020    |
| 5     | Eubée                  | 83 352     |
| 6     | Îles Égéennes          | 43 684     |
|       | Total Royaume de Grèce | 1 679 470  |